# Анженье, Пьер
Пьер Анженье (фр. Pierre Angénieux; 14 июля 1907, Сен-Еан (фр.) — 26 июня 1998, Швейцария) — французский инженер и оптик, один из изобретателей современного трансфокатора, наибольшую известность получил за разработку схемы объектива Angénieux retrofocus.

## Биография
Анжье окончил Национальную высшую школу искусств и ремёсел в Ключни в 1928 году и Высшую школу оптики (фр.) в 1929 году. Он был учеником Анри Кретьена (фр.).
После работы в киностудии Pathé, Анженье в 1935 году основал компанию, специализирующуюся на кинооборудовании, Les établissements Pierre Angénieux. Он начал использовать геометрическую оптику, а не физическую оптику при проектировании своих объективов, как это сделали Карл Цейсс и Эрнст Аббе, и разработал вычислительные методы, которые на порядок сократили время, необходимое для создания объектива.

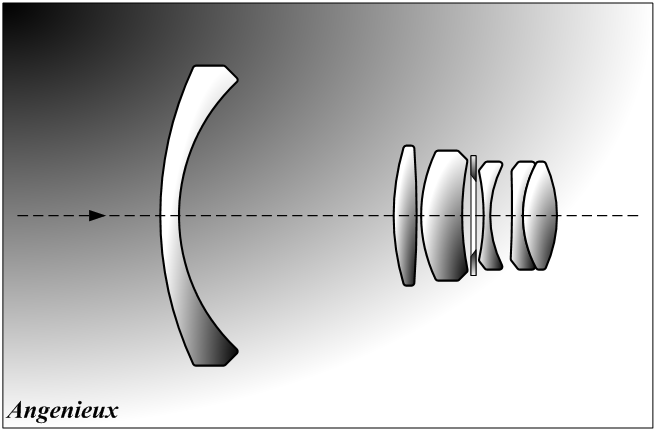
Схема ретрофокусного объектива Анженье

В 1950 году компания Angénieux представила первый в мире широкоугольный объектив ретрофокусной конструкции Angénieux retrofocus, пригодный для однообъективных зеркальных фотоаппаратов с подвижным зеркалом.
В 1953 году Анженье разработал самый светосильный объектив того времени, достигнув значения f/0,95. Эта конструкция использовалась в камерах Bell & Howell 70 в течение 35 лет. В 1956 году Анженье разработал трансфокатор с постоянной апертурой и фокусным расстоянием 17-68 мм, а в 1958 году с фокусным расстоянием 12-120 мм.

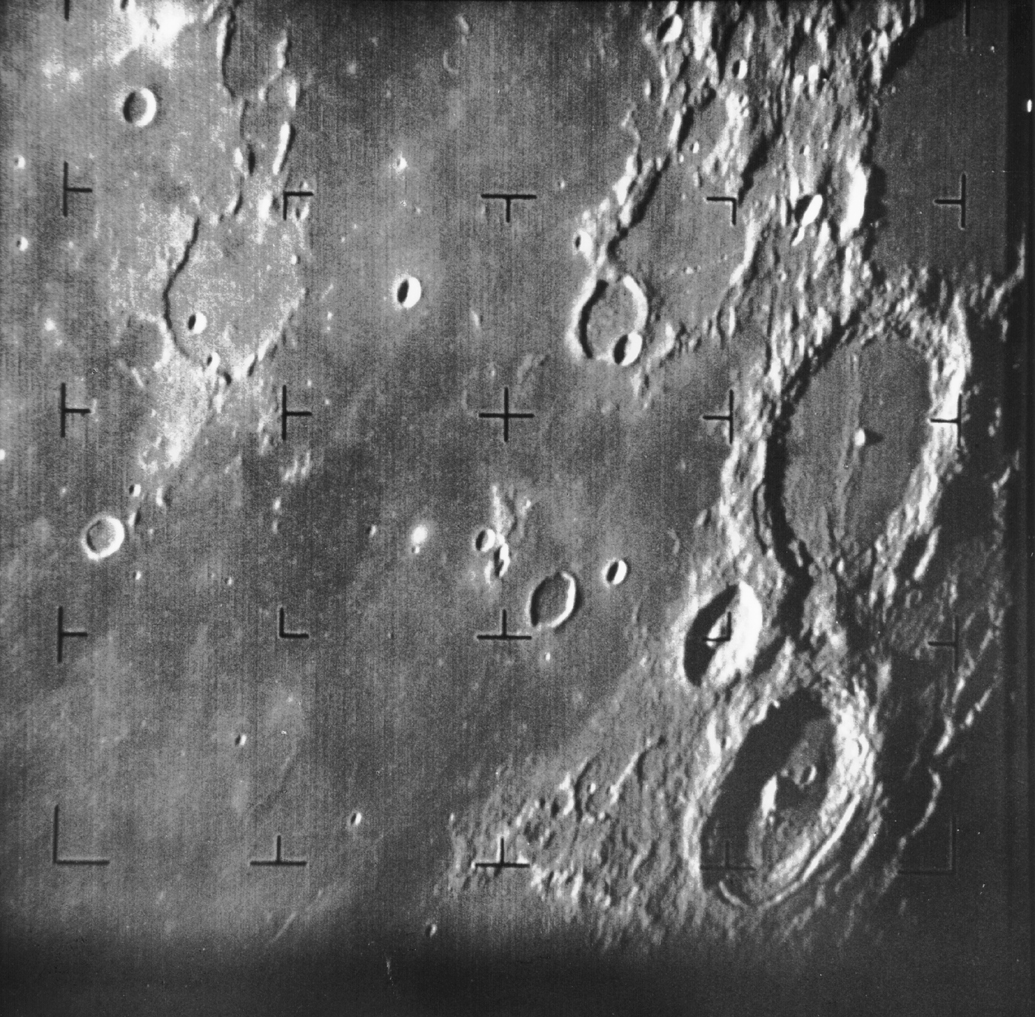
Первое изображение Луны, полученное космической станцией «Рейнджер-7». Большой кратер в центре справа — Альфонс.

Компания Angénieux предоставляла НАСА фотографическое оборудование, используемое в программах «Рейнджер», «Дже́мини», «Аполло́н», «Аполлон — Союз» и «Спейс шаттл». Примечательно, что первые фотографии Луны с высоким разрешением со станции «Рейнджер-7» были сделаны с объективом 25 мм f/0,95.
В 1964 году Анженье получил награду Academy Scientific and Technical Award «за разработку объектива с увеличением изображения 10 к 1 для кинематографии». В 1973 году он был удостоен Grand Prix des Ingénieurs Civils во Франции, а в 1989 году Награды имени Гордона Сойера. Его компания также производила объективы для камер Kodak Retinette и Pony.
В 1993 году компания Angénieux была приобретена Thales Group и переименована в Thales Angénieux. Компания по-прежнему специализируется на оптических, электрооптических и оптико-механических изделиях.
С 2013 года Thales Angénieux ежегодно организует по случаю Каннского кинофестиваля церемонию Pierre Angénieux Excellens in Cinematography, чтобы воздать должное Пьеру Анженье за его достижения.